# Signo de Durkan
El signo o test de Durkan es un signo clínico utilizado para diagnosticar un síndrome del túnel carpiano. Es una variación del signo de Tinel propuesta por J.A. Durkan en 1991.

## Ejecución
El examinador presiona con sus pulgares sobre el túnel carpiano y mantiene la presión durante treinta segundos. El test es positivo si aparecen parestesias o dolor en la zona de distribución del nervio mediano en los primeros treinta segundos.

## Fiabilidad
En estudios de fiabilidad, la sensibilidad del signo de Durkan varía entre el 87 y el 91%, mientras que su especificidad varía entre el 90 y el 95%, siendo así más sensible que los signos de Tinel y Phalen.